# Parc Marie-Victorin
Parc Marie-Victorin är en park i Kanada.   Den ligger i provinsen Québec, i den sydöstra delen av landet, 280 km öster om huvudstaden Ottawa. Parc Marie-Victorin ligger 112 meter över havet.
Terrängen runt Parc Marie-Victorin är platt.Närmaste större samhälle är Warwick, 12,6 km nordost om Parc Marie-Victorin.
Omgivningarna runt Parc Marie-Victorin är en mosaik av jordbruksmark och naturlig växtlighet. Runt Parc Marie-Victorin är det ganska tätbefolkat, med 93 invånare per kvadratkilometer.